# 金一明
金一明，江蘇揚州人。民國九年（1920年）肄業於金陵警官學校。曾任南京中央國術館編審處副處長。編撰了大量的武術叢書。
民國初期，在上海工作於報社，後與武術界人士印行拳術書籍，從此對於少林派、武當派、太極拳、形意拳、八卦拳等武術均有研究。其出版的書籍，保留了民國時期的武術史料。
金一明於民國七年出版了唐殿卿「石頭拳術」，於民國十七年出版了「六通短打」。